# Breitbild (Band)
Breitbild ist eine 1999 gegründete Bündner Hip-Hop-Gruppe. Die Mitglieder nennen sich Phlegma, Vali, Thom, Hyphen und DJ Jäger.

## Musik
Die Band rappt in Bündnerdeutsch. Auf dem Album „Legenda“ wird sie von einer Band namens Toshman & Rabbit begleitet. Das Album erreichte Platz 13 der schweizerischen Albumcharts. Sie kombinieren mit Hilfe ihrer Band Hip-Hop mit anderen Stilrichtungen ihrer Liveband, wie Funk oder Drum&Jazz.

## Gründung
In den Anfängen umfasste Breitbild ca. 15 Jugendliche im Alter von 15 bis 16 Jahren, die alle bereits ein Jahr vor dem Zusammenschluss mit dem Rappen begonnen hatten. Der Name bezieht sich auf das breite Feld an Künstlern. Kennengelernt haben sie sich auf Partys, in der Schule und durch ihre Musik.

## Sprache
Nach eigener Aussage rappen sie in ihrer Muttersprache und im Dialekt, um jeden anzusprechen und ehrlich und direkt zu erreichen. Ihre Sätze sind einfach und gut verständlich. Sie versuchen, ihre Ideen und Gefühle klar zu benennen. Sie rappen über die Liebe, Politik und die Höhen und Tiefen im Leben.

## Bauers
Breitbild gehört dem Kollektiv der Bauers an, die verschiedene Schweizer Hip-Hop-Künstler wie Sektion Kuchikäschtli, Luut & Tüütli, X-Chaibä (sprich: Chrüzchäibe), Plan B, Vizioso und den verlorenen Bauer Gimma in sich vereinigt. Die Crew nennt sich Bauers, um ihre Verbundenheit mit ihrer ländlich geprägten Heimat zu demonstrieren.

## Diskografie
- 2002: Statischt (Schrägstrich)
- 2004: Narrafreiheit (08EINS AG[2])
- 2006: Legenda (08EINS AG[2])
- 2008: As isch nid immer alles crazy (08EINS AG[2])
- 2010: Was für a Moment (08EINS AG[2])[3]
- 2016: Breitbild (PurPur)
- 2020: BB20: Live Us Chur (AINIAC Entertainment)

## Auszeichnungen
Breitbild wurden mit den folgenden Preisen ausgezeichnet:
- 2005: Kulturförderpreis der Stadt Chur
- 2005: Nachwuchspreis Eliette-von-Karajan-Kulturfonds.
- 2006: Videoclip zu «Für 1 hets immer no klangt» als meistgespieltes Musikvideo der Schweiz ausgezeichnet.
- 2006: Slangnacht Award: Best Rap Combo
- 2006: Slangnacht Award: Best Video (Video «Für 1 hets immer no glangt»)
- 2008: Slangnacht Award: Best Album (Album «As isch nid immer alles crazy»)
- 2009: Jurypreis Solothurner Filmtage (Videoclip «Nacht»)
- 2009: Edi.09 in der Kategorie «Television/Musik-Clips» (Videoclip «Nacht»)
- 2020: Breitbild-Parkbank in der Stadt Chur (gestiftet von der Stadt Chur)
- 2020: Anerkennungspreis des Kantons Graubünden